# Pollenia bentalia
Pollenia bentalia är en tvåvingeart som beskrevs av Andy Z. Lehrer 2007. Pollenia bentalia ingår i släktet vindsflugor, och familjen spyflugor.
Artens utbredningsområde är Israel. Inga underarter finns listade i Catalogue of Life.